# کواتروچنتو
کواتروچنتو یا چهارصد (به ایتالیایی: Quattrocento) به رویدادهای هنری و فرهنگی سده ۱۵ میلادی ایتالیا گفته می‌شود که نام آن برگرفته از عدد ۴۰۰ یا ۱۴۰۰ میلادی است. سبک کواتروچنتو توانست سبک‌های هنری اواخر قرون وسطی (شناخته شده با گوتیک بین‌المللی) و دوران اولیهٔ رنسانس را تحت تأثیر قرار دهد.

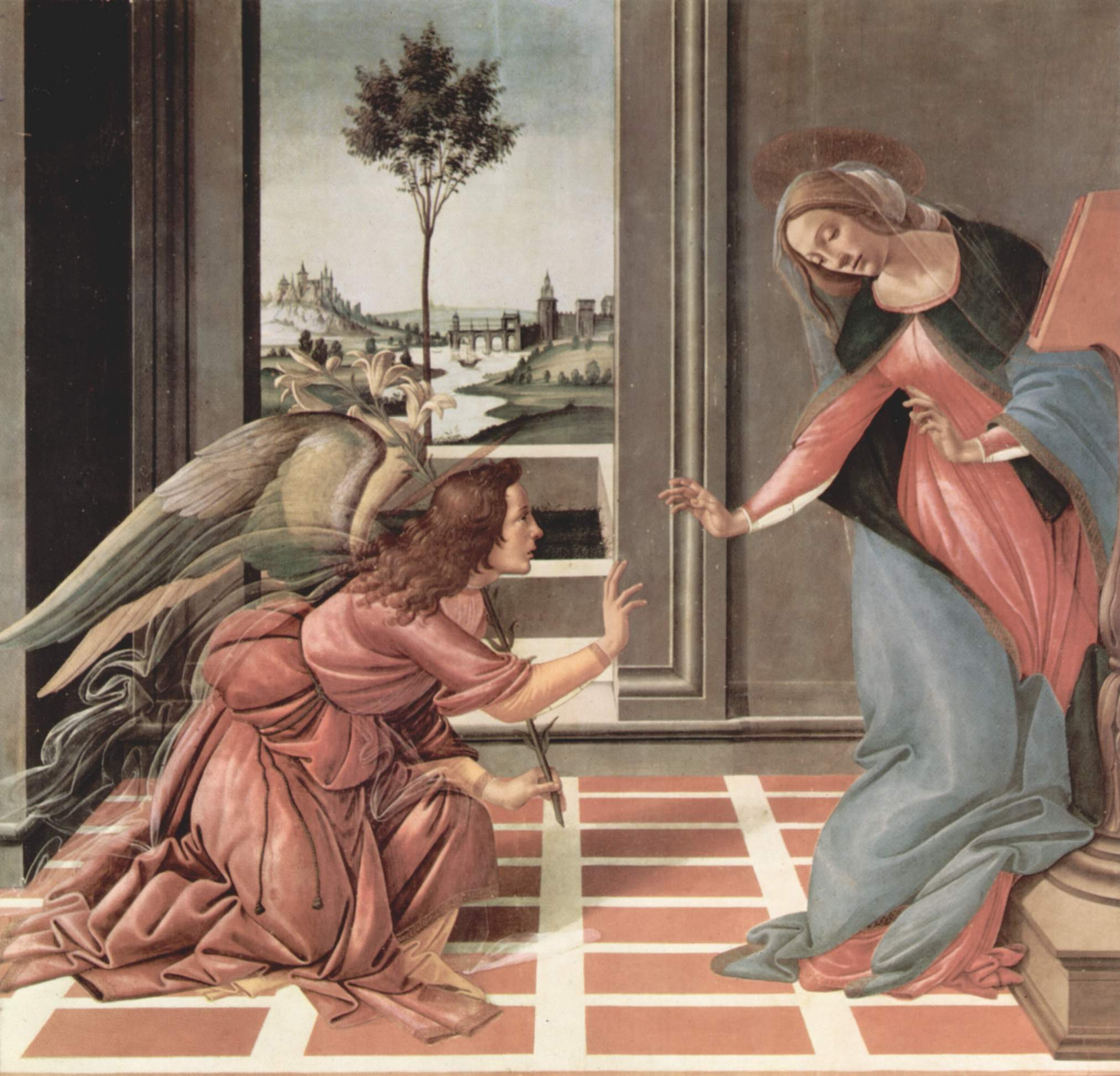
تابلوی بشارت اثر ساندرو بوتیچلی، نقاشی شده در ۱۴۸۹–۱۴۹۰, یک مثال از سبک کواتروچنتو.

## تاریخچه
بعد از انحطاط امپراتوری روم غربی در سال ۴۷۶ میلادی رکود اقتصادی و تجاری در اروپا به‌وجود آمد.
و دوران ابتدایی میان‌دوره آغاز شد و تا سده ۱۱ میلادی ادامه بافت در زمانی که اقتصاد رشد کرد و جمعیت افزایش یافت و پاپ‌ها به قدرت رسیدند.
در انتهای میان‌دوره ساختار سیاسی قاره اروپا به مرو از کوچک و بسیار ناپایدار به
دولت-ملت‌های بزرگتر که توسط پادشاه اداره می‌شدند تبدیل شد در نتیجه ثبات بیشتری در اروپا برقرار شد در ایتالیا مرکز شهرها از بازرگانانی که توانایی ابراز وجود داشتند پر شدند.
پول جایگزین زمین شد و رعیت‌ها آزاد شدند تغییرات در ایتالیای قرون وسطی و افول نظام ارباب رعیت اجتماع، فرهنگ و اقتصاد را تغییر داد. کواتروچنتو به عنوان تغییر از دوران قرون وسطی به دوران رنسانس شناخته می‌شود.
به صورت عمده در شهرهای رم، فلورانس، میلان، ونیز و ناپل این تغییرات دیده می‌شوند.

## توسعه سبک کواتروچنتو
هنر کواتروچنتو با موزائیک‌های تزئینی به هم‌پیوسته هنر بیزانتین و آثار سبک‌های گوتیک و مسیحیت در شیشه رنگی، فرسکو، تذهیب و تندیس‌گری ادامه یافت.
با این وجود آثار هنری و مجسمه‌سازی کواتروچنتو با شکل‌های کلاسیکی که توسط یونانی‌ها و رومیان توسعه یافته بود به هم پیوستند.

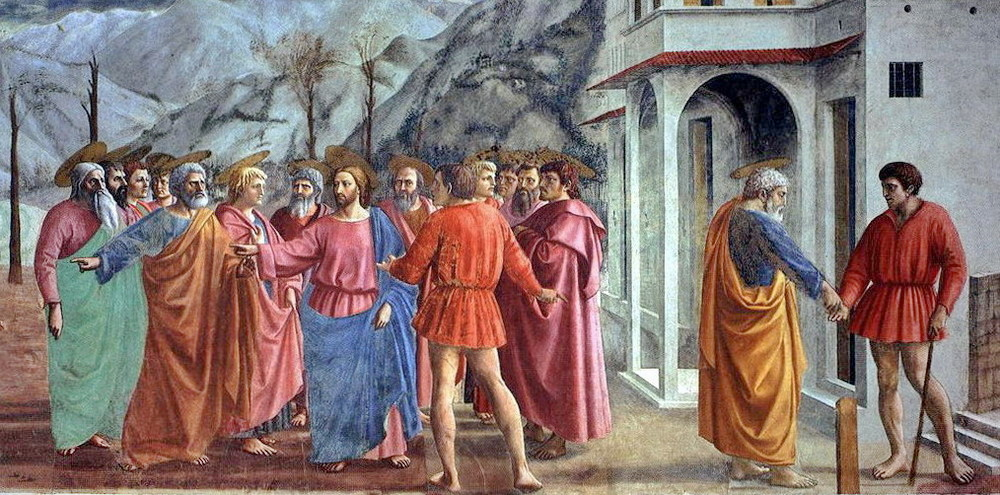
تابلوی پول خراج، اثر تومازو مازاتچو، در سبک فرسکو

## فهرست هنرمندان کواتروچنتو
به علت همپوشانی هنرمندان دوره کواتروچنتو و دوره رنسانس نمی‌توان به صورت مشخص هنرمندان این دوره را مشخص کرد تعیین اینکه فلان هنرمند تعلق به جنبش رنسانس دارد یا به رویداد کواتروچنتو کاری غیر دقیق می‌باشد. به احتمال زیاد هنرمندان آن دوره قائل به تفکیک سبک بین همدیگر نبودند.
- آندره‌آ دل کاستانیو
- آندره‌آ دل وروکیو
- آندره‌آ دلا روبیا
- آندره‌آ مانتنیا
- آنتونلو دا مسینا
- آنتونیاتزو رومانو
- آنتونیو پولائیولو
- آنتونیو روسلینو
- بنوتزو گوتزولی
- برتولدو دی جووانی
- کارلو کریولی
- کوزمیو تورا
- دزیدریو دا ستینیانو
- دومنیکو دی بارتولو
- دومنیکو گیرلاندائیو
- دومنیکو ونتزیانو
- دوناتلو
- ارکوله د روبرتی
- فیلیپو برونلسکی
- فیلیپو لیپی
- فرا آنجلیکو
- فرانچسکو دل کوسا
- فرانچسکو در جورجو
- فرانچسکو اسکوارچونه
- جنتیله بلینی
- جنتیله دا فابریانو
- جووانی بلینی
- جووانی دی پائولو
- یاکوبو بلینی
- یوستوس اهل گنت
- لئوناردو دا وینچی
- لورنتسو گیبرتی
- لوکا دلا روبیا
- لوکا سینیورلی
- لوچیانو لائورانا
- مازاتچو
- مازولینو
- ملوتزو دا فورلی
- پائولو اوچلو
- پدرو بروگوئته
- پیرو دلا فرانچسکا
- پیرو دی کوزیمو
- پیترو پروجینو
- ساندرو بوتیچلی
- استفانو دی جووانی (ایل ساستا)
- وکیتا
- ویتوره کارپاچو
- ویتوره کریولی

همچنین به فهرست ۲۷ نقاش مشهور سده ۱۵ که توسط جووانی سانتی پدر رافائل که در قالب شعر برای دوکِ اوربینو تهیه شده بود توجه نمایید.